# Megaoperativo Granizada 2017
El Megaoperativo Granizada 2017 fue una operación de la Policía Nacional del Perú que permitió la desarticulación de la organización criminal denominada "Los castores de la Selva Central", dedicados a la tala ilegal de árboles en reservas naturales protegidas.

## Contexto
"Los castores de la Selva Central" era una organización criminal que operaba en Junín, Ucayali y Lima. Operando desde el año 2014, "Los castores de la Selva Central" usaba como fachada el aserradero "Negocios y Maderas Bottpor" y tenía como líder a Dorti Nélida Porras Anchiraico de Bottger, alias "Doncella". La organización criminal tenía aliados en el Servicio Nacional Forestal y de Fauna Silvestre (SERFOR), de donde obtenía documentación falsa para comercializar la madera talada de manera ilegal.

## Megaoperativo
El 12 de julio del 2017 se dio inicio al megaoperativo tras un trabajo de inteligencia. Se allanaron 21 inmuebles y se incautaron 4 armas de fuego, 6 vehículos y 3 maquinarias pesadas. Con el operativo, se logró la captura de 18 integrantes de la organización criminal y su desarticulación.